# Marco Zoccolan
Marco Zoccolan (* 11. Juli 1986 in Rivoli) ist ein italienischer Skeletonsportler.
Marco Zoccolan lebt in Rivoli und betreibt den Skeletonsport seit 2006. Ein Jahr später rückte er in den italienischen Nationalkader auf. Im Januar 2008 bestritt er sein erstes Rennen im Rahmen des Skeleton-Europacups und wurde beim Rennen in St. Moritz 19. Bei den italienischen Meisterschaften 2008 belegte Zoccolan Platz fünf. Es folgten weitere Einsätze im Skeleton-America’s-Cup und im Europacup, ohne jedoch herausragende Ergebnisse zu erreichen. Dennoch konnte der Italiener im Januar 2009 in Königssee sein Debüt im Skeleton-Weltcup geben und 28. werden. Kurz darauf wurde er an selber Stelle 16. der Junioren-Weltmeisterschaft. Im Winter 2009/10 fuhr Zoccolan in zwei Europacup-Rennen in Cesana Pariol unter die besten zehn. Bei den Ende 2009 ausgetragenen Italienischen Meisterschaften 2010 stand er als Dritter erstmals auf dem Podest; auch im nächsten Jahr belegte er den dritten Platz.